# Nokia 7610 Supernova
Il Nokia 7610 Supernova è un telefono cellulare prodotto dall'azienda finlandese Nokia e messo in commercio nel 2008.

## Caratteristiche
- Dimensioni: 98 × 48 x 15 mm
- Massa: 99 g
- Risoluzione display: 240 x 320 pixel a 16 milioni di colori
- Durata batteria in conversazione: 3 ore
- Durata batteria in standby: 300 ore (12 giorni)
- Memoria: 64 MB
- Fotocamera: 3.2 megapixel
- Bluetooth